# Локштедт
Локштедт (нім. Lockstedt) — громада в Німеччині, розташована в землі Шлезвіг-Гольштейн. Входить до складу району Штайнбург. Складова частина об'єднання громад Келлінгузен.
Площа — 7,32 км2. Населення становить 137 ос. (станом на 31 грудня 2020).